# بلوط جورجیا
بلوط جورجیا (نام علمی: Quercus georgiana) نام یک گونه از سرده بلوط است.